# Ancora una volta con sentimento (film)
Ancora una volta con sentimento (Once More, with Feeling!) è un film del 1960 diretto da Stanley Donen. La sceneggiatura è liberamente tratta dalla vita del direttore d'orchestra Fabien Sevitzky.

## Trama
Un megalomane ed egocentrico direttore d'orchestra convive con un'arpista, che con amore e pazienza saprà moderarne il pessimo temperamento.

## Produzione
Fu l'ultimo film di Kay Kendall, che morì di leucemia nel 1959, prima che il film uscisse. Anche Gregory Ratoff morì di leucemia nel 1960.

## Accoglienza

### Critica
(Il Mereghetti. Dizionario dei film (1993))